# エタン (競走馬)
エタン (Atan) とは、アメリカ生まれの競走馬、種牡馬である。産駒のシャーペンアップを通してサイアーラインが栄え、ネイティヴダンサー系の中でエタン系と呼ばれる系統を築いた。

## 経歴
競走馬としてはデビュー戦に優勝したものの、その競走中に故障を発症し、1戦限りで引退を余儀なくされた。
引退後は1965年からアメリカで種牡馬となったが、1967年にアイルランドへ、さらに翌1968年には日本へ輸出された。わずか1シーズンだったアイルランド供用時代に代表産駒であるシャーペンアップを出した。シャーペンアップは種牡馬としても成功し、現在でもエタンのサイアーラインはヨーロッパを中心に存続している。日本では重賞優勝馬を複数出したものの、サイアーラインを構築することはできなかった。
エタン自身の日本での種牡馬成績は決して好調だったとは言い難かったが、前述のシャーペンアップを筆頭に、その仔であるクリスやダイイシスなど優秀な後継馬に恵まれ、後に自身の直系の子孫に当たるリーチやフラッシュオブスティールなどが種牡馬として日本に輸入されている。

## 主な産駒
- シャーペンアップ（ミドルパークステークス）
- ヒロノワカコマ（シンザン記念、毎日杯）
- バンブトンハーレー（阪急杯）

## ブルードメアサイアーとしての主な産駒
- エーコーフレンチ（金杯（西））
- ワイエムアロー（愛知杯）
- エーコーシーザー（セントウルステークス）

## 血統

### 血統表
| エタンの血統（ネイティヴダンサー系 / Phalaris5×5=6.25%、 Selene 5×5=6.25%、 Son-in-Law 母内5×5=6.25%） | エタンの血統（ネイティヴダンサー系 / Phalaris5×5=6.25%、 Selene 5×5=6.25%、 Son-in-Law 母内5×5=6.25%） | エタンの血統（ネイティヴダンサー系 / Phalaris5×5=6.25%、 Selene 5×5=6.25%、 Son-in-Law 母内5×5=6.25%） | （血統表の出典） | （血統表の出典） |
| 父 Native Dancer 1950 芦毛                                                                             | 父の父Polynesian 1942 黒鹿毛                                                                           | Unbreakable                                                                                            | Sickle           | Sickle           |
| 父 Native Dancer 1950 芦毛                                                                             | 父の父Polynesian 1942 黒鹿毛                                                                           | Unbreakable                                                                                            | Blue Grass       |                  |
| 父 Native Dancer 1950 芦毛                                                                             | 父の父Polynesian 1942 黒鹿毛                                                                           | Black Polly                                                                                            | Polymelian       | Polymelian       |
| 父 Native Dancer 1950 芦毛                                                                             | 父の父Polynesian 1942 黒鹿毛                                                                           | Black Polly                                                                                            | Black Queen      |                  |
| 父 Native Dancer 1950 芦毛                                                                             | 父の母Geisha 1943 芦毛                                                                                 | Discovery                                                                                              | Display          | Display          |
| 父 Native Dancer 1950 芦毛                                                                             | 父の母Geisha 1943 芦毛                                                                                 | Discovery                                                                                              | Ariadne          |                  |
| 父 Native Dancer 1950 芦毛                                                                             | 父の母Geisha 1943 芦毛                                                                                 | Miyako                                                                                                 | John P.Grier     | John P.Grier     |
| 父 Native Dancer 1950 芦毛                                                                             | 父の母Geisha 1943 芦毛                                                                                 | Miyako                                                                                                 | La Chica         |                  |
| 母 Mixed Marriage 1952 鹿毛                                                                            | 母の父Tudor Minstrel 1944 黒鹿毛                                                                       | Owen Tudor                                                                                             | Hyperion         | Hyperion         |
| 母 Mixed Marriage 1952 鹿毛                                                                            | 母の父Tudor Minstrel 1944 黒鹿毛                                                                       | Owen Tudor                                                                                             | Mary Tudor       |                  |
| 母 Mixed Marriage 1952 鹿毛                                                                            | 母の父Tudor Minstrel 1944 黒鹿毛                                                                       | Sansonnet                                                                                              | Sansovino        | Sansovino        |
| 母 Mixed Marriage 1952 鹿毛                                                                            | 母の父Tudor Minstrel 1944 黒鹿毛                                                                       | Sansonnet                                                                                              | Lady Juror       |                  |
| 母 Mixed Marriage 1952 鹿毛                                                                            | 母の母Persian Maid 1947 鹿毛                                                                           | Tehran                                                                                                 | Bois Roussel     | Bois Roussel     |
| 母 Mixed Marriage 1952 鹿毛                                                                            | 母の母Persian Maid 1947 鹿毛                                                                           | Tehran                                                                                                 | Stafaralla       |                  |
| 母 Mixed Marriage 1952 鹿毛                                                                            | 母の母Persian Maid 1947 鹿毛                                                                           | Aroma                                                                                                  | Fairway          | Fairway          |
| 母 Mixed Marriage 1952 鹿毛                                                                            | 母の母Persian Maid 1947 鹿毛                                                                           | Aroma                                                                                                  | Aloe F-No.2-f    |                  |

### 近親
半妹Tamerettの仔に重賞優勝馬のTentam、Terete、ノウンファクトがいる。そのほかの近親はフェオラ#その他の近親を参照。